# エドガー・ゴンザレス (投手)
エドガー・ヘラルド・ゴンザレス・エリソンド（Édgar Gerardo González Elizondo, 1983年2月23日 - ）は、メキシコ出身のプロ野球選手（投手）。右投右打。リーガ・メヒカーナ・デ・ベイスボルのカンペチェ・パイレーツ所属。

## 経歴

### プロ入りとダイヤモンドバックス時代
2000年4月18日、アリゾナ・ダイヤモンドバックスと契約。
2003年6月1日のサンディエゴ・パドレス戦でメジャーデビュー。この年は9試合に登板してメジャー初勝利を含む2勝を挙げた。
2004年は10試合に先発登板したが、勝ち星なしの9敗に終わった。
2006年はシーズン開幕前の3月に開催された第1回ワールド・ベースボール・クラシック(WBC)のメキシコ代表に選出された。
2007年は、速球を武器に先発ローテーションの谷間に登板して、キャリアハイとなる8勝を挙げた。
2008年は1勝3敗に終わり、11月14日にFAとなった。

### アスレチックス時代
2009年2月9日、オークランド・アスレチックスとマイナー契約を結んだ。5月19日にメジャー契約を結び26試合に登板したが、10月16日にFAとなった。

### 韓国・LG時代
2010年1月12日にLGツインズと契約した。開幕から6連敗、防御率も7.68に終わり、5月19日に自由契約となった。

### メキシカンリーグ時代
2010年7月3日にリーガ・メヒカーナ・デ・ベイスボルのモンテレイ・サルタンズと契約した。

### ドジャース傘下時代
2010年8月20日にロサンゼルス・ドジャースとマイナー契約を結んだ。オフの11月6日にFAとなった。

### レイズ傘下時代
2011年3月2日にタンパベイ・レイズとマイナー契約を結んだが、6月6日に自由契約となった。

### ロッキーズ時代
2011年7月12日にコロラド・ロッキーズと契約した。8月10日にメジャー契約を結び1試合に登板したが、15日にDFAとなり、20日にマイナー契約でチームに残留した。10月3日にFAとなった。

### アスレチックス傘下時代
2011年11月3日にオークランド・アスレチックスとマイナー契約を結び、翌年のスプリングトレーニングに招待選手として参加することになった。
2012年3月30日にFAとなった。

### ロッキーズ傘下時代
2012年4月2日に古巣・ロッキーズとマイナー契約を結んだ。6月19日にFAとなった。

### アストロズ時代
2012年8月23日にヒューストン・アストロズと契約した。9月3日のピッツバーグ・パイレーツ戦で先発し、MLBでは4年ぶりの勝利をあげた。この年は6試合に先発登板し3勝（1敗）を挙げた。

### ブルージェイズ時代
2013年4月7日にウェーバー公示を経てトロント・ブルージェイズへ移籍。メジャーで3試合に登板したが、5月12日にFAとなった。

### アストロズ時代
2013年5月12日に古巣のヒューストン・アストロズと契約した。10月1日にFAとなった。

### レッズ傘下時代
2014年1月20日にシンシナティ・レッズとマイナー契約を結んだ。11月4日にFAとなった

### メキシカンリーグ時代
2015年4月3日にリーガ・メヒカーナ・デ・ベイスボルのモンテレイ・サルタンズと契約した。
以降は2016年は10勝、2019年は12勝を挙げるなど、先発ローテーション投手として結果を残している。
2020年は新型コロナウイルスの感染拡大のの影響でシーズン中止となったため、公式戦での出場は無かった。
2021年は4月21日にベラクルス・イーグルスにトレード移籍し、7月21日にモンクローバ・スティーラーズにレンタル移籍した。10月31日にモンテレイ・サルタンズと契約した。
2022年4月21日にサルティーヨ・サラペメーカーズと契約した。
2023年は、アグアスカリエンテス・レイルロードメンとカンペチェ・パイレーツでプレーした。

## 選手としての特徴
140km/h後半のツーシームとスライダーとチェンジアップを武器に打たせて取る投球が持ち味。

## 詳細情報

### 年度別投手成績
| 年 度     | 球 団     | 登 板 | 先 発 | 完 投 | 完 封 | 無 四 球 | 勝 利 | 敗 戦 | セ 丨 ブ | ホ 丨 ル ド | 勝 率 | 打 者 | 投 球 回 | 被 安 打 | 被 本 塁 打 | 与 四 球 | 敬 遠 | 与 死 球 | 奪 三 振 | 暴 投 | ボ 丨 ク | 失 点 | 自 責 点 | 防 御 率 | W H I P |
| --------- | --------- | ----- | ----- | ----- | ----- | -------- | ----- | ----- | -------- | ----------- | ----- | ----- | -------- | -------- | ----------- | -------- | ----- | -------- | -------- | ----- | -------- | ----- | -------- | -------- | ------- |
| 2003      | ARI       | 2     | 0     | 0     | 0     | 0        | 2     | 1     | 0        | 0           | .667  | 85    | 18.1     | 28       | 3           | 7        | 2     | 0        | 14       | 2     | 0        | 10    | 10       | 4.91     | 1.91    |
| 2004      | ARI       | 10    | 10    | 0     | 0     | 0        | 0     | 9     | 0        | 0           | .000  | 228   | 46.1     | 72       | 15          | 18       | 4     | 5        | 31       | 3     | 1        | 49    | 48       | 9.32     | 1.94    |
| 2005      | ARI       | 1     | 0     | 0     | 0     | 0        | 0     | 0     | 0        | 0           | ----  | 5     | 0.1      | 2        | 1           | 2        | 0     | 0        | 1        | 1     | 0        | 4     | 4        | 108.00   | 12.00   |
| 2006      | ARI       | 11    | 5     | 0     | 0     | 0        | 3     | 4     | 0        | 1           | .429  | 182   | 42.2     | 45       | 7           | 9        | 0     | 3        | 28       | 2     | 0        | 20    | 20       | 4.22     | 1.27    |
| 2007      | ARI       | 32    | 12    | 0     | 0     | 0        | 8     | 4     | 0        | 0           | .667  | 437   | 102.0    | 110      | 18          | 28       | 4     | 4        | 62       | 5     | 1        | 61    | 57       | 5.03     | 1.35    |
| 2008      | ARI       | 17    | 6     | 0     | 0     | 0        | 1     | 3     | 0        | 0           | .250  | 221   | 48.0     | 58       | 8           | 21       | 2     | 3        | 32       | 4     | 0        | 34    | 32       | 6.00     | 1.65    |
| 2009      | OAK       | 26    | 6     | 0     | 0     | 0        | 0     | 4     | 0        | 0           | .000  | 299   | 65.1     | 76       | 4           | 28       | 4     | 6        | 39       | 4     | 0        | 41    | 40       | 5.51     | 1.59    |
| 2010      | LG        | 9     | 8     | 0     | 0     | 0        | 0     | 6     | 0        | 0           | .000  | 206   | 43.1     | 49       | 4           | 21       | 0     | 5        | 23       | 5     | 0        | 40    | 37       | 7.68     | 1.62    |
| 2011      | COL       | 1     | 0     | 0     | 0     | 0        | 0     | 0     | 0        | 0           | ----  | 11    | 2.0      | 5        | 0           | 1        | 0     | 0        | 1        | 0     | 0        | 2     | 2        | 9.00     | 3.00    |
| 2012      | HOU       | 6     | 6     | 0     | 0     | 0        | 3     | 1     | 0        | 0           | .750  | 105   | 25.0     | 23       | 3           | 8        | 0     | 0        | 18       | 1     | 0        | 14    | 14       | 5.04     | 1.24    |
| 2013      | TOR       | 3     | 0     | 0     | 0     | 0        | 0     | 0     | 0        | 0           | ----  | 38    | 8.0      | 9        | 2           | 5        | 0     | 1        | 3        | 0     | 0        | 7     | 7        | 7.88     | 1.75    |
| 2013      | HOU       | 5     | 0     | 0     | 0     | 0        | 0     | 1     | 0        | 0           | .000  | 49    | 10.0     | 17       | 4           | 3        | 0     | 0        | 8        | 0     | 0        | 9     | 8        | 7.20     | 2.00    |
| '13計     | HOU       | 8     | 0     | 0     | 0     | 0        | 0     | 1     | 0        | 0           | .000  | 87    | 18.0     | 26       | 6           | 8        | 0     | 1        | 11       | 0     | 0        | 16    | 15       | 7.50     | 1.89    |
| MLB：10年 | MLB：10年 | 121   | 47    | 0     | 0     | 0        | 17    | 27    | 0        | 1           | .386  | 1660  | 368.0    | 445      | 65          | 130      | 16    | 22       | 237      | 22    | 2        | 251   | 242      | 5.92     | 1.56    |
| KBO：1年  | KBO：1年  | 9     | 8     | 0     | 0     | 0        | 0     | 6     | 0        | 0           | .000  | 206   | 43.1     | 49       | 4           | 21       | 0     | 5        | 23       | 5     | 0        | 40    | 37       | 7.68     | 1.62    |

- 2017年度シーズン終了時

### 背番号
- 49（2003年 - 2005年）
- 31（2006年 - 2008年、2012年、2013年）
- 59（2009年）
- 54（2010年、2015年 - ）
- 38（2011年）
- 35（2013年）

### 代表歴
- 2006 ワールド・ベースボール・クラシック・メキシコ代表